# Palus Somni
Palus Somni (Pantà del Son) és una àrea de la Lluna de terreny relativament pla, però una mica irregular que es troba al llarg del bord nord-est de la Mare Tranquillitatis i del Sinus Concordiae. Té un diàmetre de 163.45 km.
La superfície presenta terrenys plans i apedaçats. Té una albedo major que les mars lunars a l'oest, amb aspecte gris característic del terreny continental. Conté alguns cràters menors dins dels seus límits, com Lyell en el bord oest, Crile a l'est, i Franz al nord-oest.